# Schlachtgeschwader 101
La Schlachtgeschwader 101 (SG 101) (101e escadron d'attaque au sol) est une unité d'attaque au sol de la Luftwaffe pendant la Seconde Guerre mondiale. 

## Opérations
Le SG 101 a mis en œuvre principalement des avions Arado Ar 96, Focke-Wulf Fw 190 et Henschel Hs 129.

## Organisation

### Stab. Gruppe
Le Stab./SG 101 est formé le 1er février 1943 à Reims.

Il est dissous le 4 avril 1945.

Geschwaderkommodore (Commandant de l'escadron) :
| Début             | Fin               | Grade     | Nom            |
| ----------------- | ----------------- | --------- | -------------- |
| 1er février 1943  | 29 août 1943      | Major     | Helmuth Krebs  |
| 30 août 1943      | 22 septembre 1943 | Hauptmann | Günther Voigt  |
| 23 septembre 1943 | 30 juin 1944      | Major     | Fritz Thran    |
| 1er juillet 1944  | 9 février 1945    | Major     | Friedrich Lang |
| ?                 | ?                 | ?         | ?              |

### I. Gruppe
Formé le 1er février 1943 à Reims à partir du Schlachtfliegerschule 1 avec :
- Stab I./SG 101 à partir du Stab/Schlachtfliegerschule 1
- 1./SG 101 à partir du 1./Schlachtfliegerschule 1
- 2./SG 101 à partir du 2./Schlachtfliegerschule 1
- 3./SG 101 à partir du 3./Schlachtfliegerschule 1

Le I./SG 101 est dissous le 4 avril 1945.
Gruppenkommandeure (Commandant de groupe) :
| Début             | Fin               | Grade     | Nom                    |
| ----------------- | ----------------- | --------- | ---------------------- |
| 1er février 1943  | 23 juin 1943      | Major     | Kurt Müller            |
| 24 juin 1943      | 29 août 1943      | Hauptmann | Günter Voigt           |
| 30 août 1943      | 22 septembre 1943 | Hauptmann | Josef Menapace (en)    |
| 23 septembre 1943 | 5 janvier 1944    | Hauptmann | Günter Voigt           |
| ?                 | ?                 | ?         | ?                      |
| 18 mai 1944       | 10 novembre 1944  | Hauptmann | Hans Stollnberger (en) |
| Janvier 1945      | 4 avril 1945      | Hauptmann | Werner Dedekind        |

### II. Gruppe
Formé le 1er mars 1943 à Paris-Orly à partir du III./Zerstörerschule 2 avec :
- Stab II./SG 101 à partir du Stab III./Zerstörerschule 2
- 4./SG 101 à partir du 7./Zerstörerschule 2
- 5./SG 101 à partir du 8./Zerstörerschule 2
- 6./SG 101 à partir du 9./Zerstörerschule 2

En septembre 1944, le 4./SG 101 devient le 8./ZG 76 et est reformé.
Le 27 décembre 1944, le II./SG 101 est dissous.
Gruppenkommandeure :
| Début             | Fin              | Grade | Nom                |
| ----------------- | ---------------- | ----- | ------------------ |
| 1er mars 1943     | 6 avril 1943     | Major | Siebelt Reents     |
| Mai 1943          | Septembre 1943   | Major | Hermann Langemann  |
| 10 septembre 1943 | 27 décembre 1944 | Major | Frank Neubert (en) |